# Gonostoma atlanticum
Gonostoma atlanticum és una espècie de peix pertanyent a la [família (biologia)|família] dels gonostomàtids. present a l'Atlàntic oriental (Madeira, les illes Canàries, Cap Verd
i del Senegal fins al golf de Guinea), les àrees tropicals i subtropicals de l'Atlàntic occidental i de la Conca Indo-Pacífica (incloent-hi el golf de Mèxic), el Pacífic oriental (el corrent de Califòrnia) i el mar de la Xina Meridional.
Pot arribar a fer 6,6 cm de llargària màxima. 16-18 radis tous a l'aleta dorsal i 26-31 a l'anal. És fosc a la part dorsal i amb els flancs translúcids. Els radis de les aletes són incolors. Presenta un pigment negre a la base de cada radi de les aletes dorsal i anal. Cua curta. Desenvolupa fotòfors en arribar als 12-20 mm de llargada.
És ovípar amb larves i ous planctònics.
Menja copèpodes i eufausiacis.
És un peix marí, mesopelàgic i batipelàgic que viu entre 50-1.352 m de fondària. Els joves i els adults fan migracions verticals al llarg del dia i de la nit.
És inofensiu per als humans.